# John Wagner
John Wagner (Pensilvânia, 1949) é um roteirista de banda desenhada escocês de origem norte-americana.
Ainda pequeno, sua família mudou-se dos Estados Unidos para a Greenock, Escócia, tornando-se leitor ávido de HQs. Trabalhou na editora DC Thomson em Dundee chegando inclusive a escrever o horóscopo.
Ali encontrou Pat Mills, que seria um de seus principais parceiros. Ambos passaram a trabalhar como freelancer em 1971 para as revistas da época: Whizzer and Chips, Valiant, Jet e Tammy.
Em 1977 cria Juiz Dredd, junto com o desenhista Carlos Ezquerra para a revista 
2000 AD, com êxito imediato. No entanto, chegou a abandonar o projeto após escrever apenas um episódio, retornando a partir do décimo-quinto.
Em 1997 escreveu A History of Violence, romance gráfico desenhado por Vince Locke, que originou uma adaptação ao cinema do mesmo nome em 2005 dirigida por David Cronenberg.